# Bee Gees I’ve Gotta (EP5)
A Bee Gees - I've Gotta Get a Message to You az együttes 1968-as nagysikerű felvétele.

## Közreműködők
- Barry Gibb – ének, gitár
- Robin Gibb – ének
- Maurice Gibb – ének, gitár, zongora, basszusgitár
- Vince Melouney – gitár
- Colin Petersen – dob

## A lemez dalai
- I’ve Gotta Get a Message to You (Barry, Robin és Maurice Gibb) (1968), mono 2:59 , ének: Barry Gibb, Robin Gibb
- Kitty Can (Barry, Robin és Maurice Gibb) (1968), mono 3:20, ének: Barry Gibb, Robin Gibb
- I Started a Joke (Barry, Robin és Maurice Gibb) (1968), mono 3:03 , ének: Robin Gibb

## Top 10 helyezés a világ országaiban
I've Gotta Get a Message To You: #1.: Egyesült Királyság, Dél-afrikai Köztársaság, Írország #3.: Németország, Hollandia, Ausztrália, Új-Zéland, Kanada #6.: Chile, Norvégia #8.: Amerika